# 959 Arne
959 Arne este un asteroid din centura principală, descoperit pe 30 septembrie 1921, de Karl Reinmuth.